# Filodrammatica, Rijeka
Filodrammatica eller Filodramatika är en kulturmärkt byggnad i Rijeka i Kroatien. Den invigdes år 1890 och är en framträdande byggnad belägen vid stadens huvudgatan Korzo. Den tjänade ursprungligen som orkestersal men har idag flera brukare. På markplan finns ett kafé medan de övre våningarna nyttjas av olika kulturföreningar och sällskap.

## Historik
På platsen för dagens byggnad stod ursprungligen det så kallade Struppi-huset. Efter att "Filharmoniska dramasällskapet" (Societa-Filarmonico Drammatica) i dåvarande österrikisk-ungerska Fiume (sedan år 1947 känt under sitt kroatiska namn Rijeka) köpt Struppi-huset uppfördes för föreningens räkning en ny byggnad på platsen. Den lokalt aktive och framstående arkitekten Giacomo Zammattio ritade, i enlighet med de mellaneuropeiska musikinstitutionernas traditioner, en framstående byggnad. Stora ekonomiska medel investerades vid byggnadens uppförande vilket speglar Rijekabornas tidiga intresse för teater. När byggnaden stod färdig år 1890 var den på grund av sin luxuösa utformning en av de mest representativa byggnadsverken vid Korzo.

## Brukare
Utöver Café Filodrammatica på markplan nyttjas byggnadens övre plan idag av Rijekas kroatiska konstnärssällskap, Kroatiska författarsällskapet, Rijekas ungdomsteater (TRYTheatre) och olika föreningar associerade men kulturföreningen Molekula. Genom kulturföreningen Molekula har även andra kulturföreningar tillgång till lokalerna som inte sällan tjänar som teaterscen eller plats för musikaliska framträdanden.  

## Arkitektur
På gatufasaden framträder historicistiska stildrag från den italienska högrenässansen och manierismen. Byggnadens piano nobile och rustika bottenvåning är uppdelad i arkader medan området från den första våningen till gesims är uttalat med palladianska halvkolonner med korintiska kapitäl. Mellan halvkolonnerna finns öppningar som på var sida har skulpturer föreställande kvinnliga figurer. Målningarna kring vindsfönstren är ett verk av Giovanni Fumi.
Byggnadens interiör anpassades ursprungligen för Filharmoniska dramasällskapets behov och har därför bland annat en föreställningssal, övningssal och reception. På de två övre våningarna finns en teaterscen och balkong ut mot gatan. I teatersalen finns stuckaturer i rokoko-stil och en takmålning som är en musikalisk allegori av målaren Eugenio Scomparini från Trieste. I salen finns även byster av kända musiker. Dessa är ett verk av den wienske konstnären Ludwig Strichtius. Byggnadens övriga ytor och rum bär stildrag från den italienska renässansen.